# Jowhannes Imastasser
Jowhannes Imastasser (armenisch Յովհաննէս Իմաստասէր Hovhannes Imastaser), auch Hovhannes Sarkavag (Յովհաննէս Սարկաւագ „Sarkawag“, ~ 1047–1129) war ein mittelalterlicher armenischer Universalgelehrter, der für seine Werke zu Philosophie, Theologie, Mathematik und Kosmologie bekannt wurde. Imastasser war auch ein begabter Hymnologe und Pädagoge.

## Leben

### Herkunft

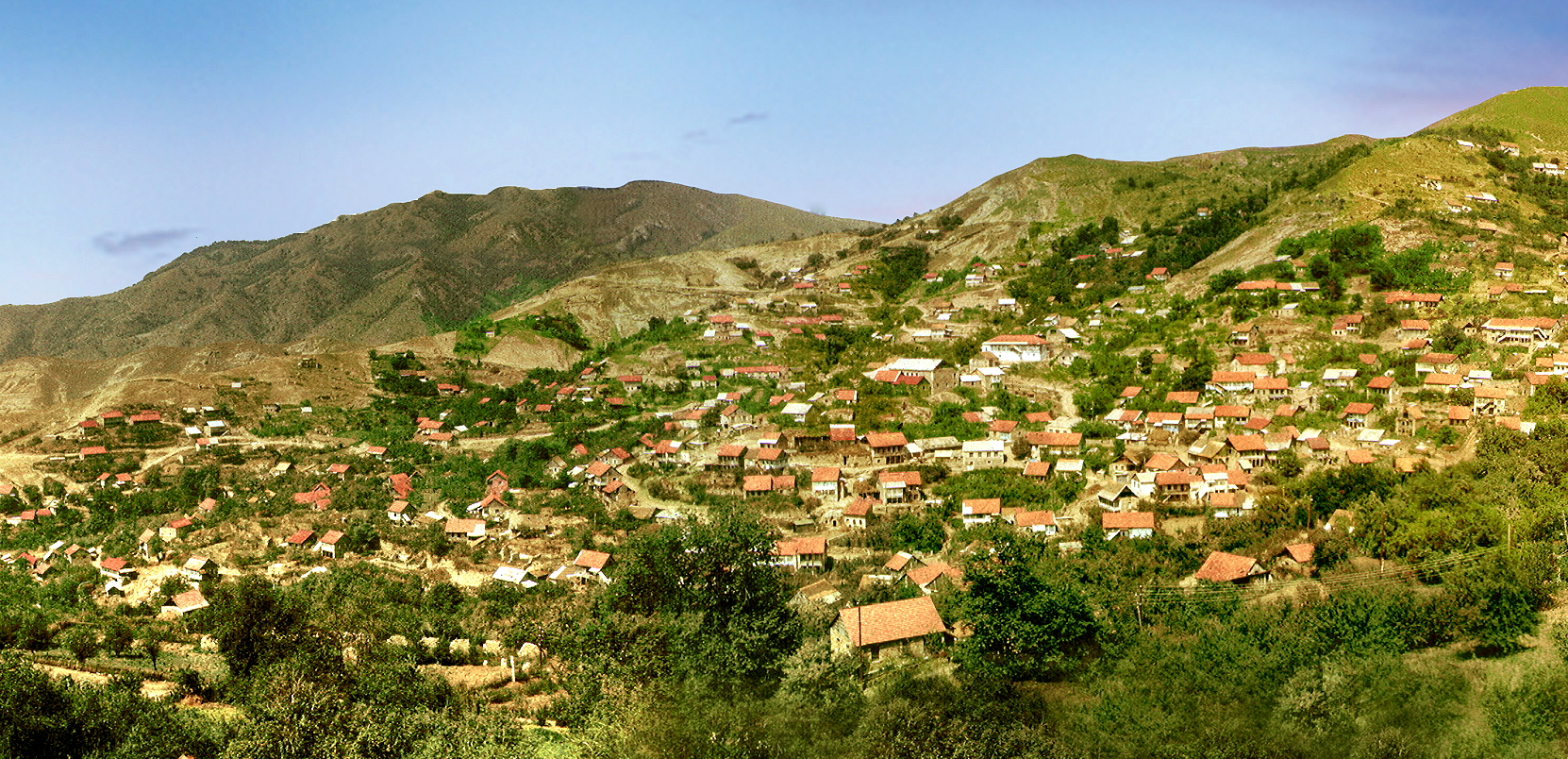
Der Ort Pib

Jowhannes Imastasser wurde um 1047 im Distrikt Gardman (Գարդմանwas, Dorf Pib) in der Ostprovinz Utik (Ուտիք) des historischen Armenien geboren. Heute liegt das Gebiet im Norden von Bergkarabach in Aserbaidschan. Die ausführlichste historische Quelle zu Leben und Werk von Jowhannes Imastasser findet sich in der „Geschichte Armeniens“ des armenischen Historikers Kirakos Gandzaketsi aus dem 12.–13. Jahrhundert. Außerdem existiert eine anonyme Biographie aus dem  13. Jahrhundert, die manchmal ebenfalls Kirakos Gandzaketsi zugeschrieben wird.

### Ausbildung
Jowhannes erhielt seine Ausbildung in Theologie und in den Wissenschaften in den Klöstern Haghpat und Sanahin, zwei wichtigen klösterlichen Zentren der mittelalterlichen armenischen Gelehrsamkeit. Nach Beendigung seiner Studien zog Jowhannes in die Hauptstadt Ani, wo er Philosophie, Mathematik, Musik, Kosmographie und Grammatik unterrichtete. In Ani erhielt er den Rang des sarkavag (Diakon) und wurde letztlich zum vardapet (Archimandriten, Doktor der Theologie) der Armenischen Apostolischen Kirche befördert. Es war jedoch der Titel sarkavag, der ihm als Namenszusatz haften blieb.

### Wirken als Hymnologe
Als Hymnologe verfasste Imastasser mehrere wichtige sharakans (շարական, Hymnen): Tagh Harutean (Ode an die Auferstehung), Paitsaratsan Aisor (Erleuchtet an Diesem Tag), Anskizbn Bann Astvatz (Gott, Das Unendliche Wort), Anchareli Bann Astavatz (Gott, Das Unaussprechbare Wort). Die beiden letzteren Kompositionen sind akrostiche Kompositionen, in denen jeweils in dreizehn Stanzen die 36 Buchstaben des Armenischen Alphabets (Հայոց գրեր) eingebaut sind. Darin glorifiziert Imastasser Helden und Märtyrer, die ihr Leben für die Verteidigung der armenischen Heimat und ihren christlichen Glauben geopfert haben. Imastasser war auch der erste, der ein anderes patriotisches Thema in die armenische Literatur und die Musik einführte: Emigration. In seinen Hymnen betet Imastasser zu Gott, damit Armenier, die ihr Land verlassen hatten, die Stärke finden, um zurückzukehren.
Jowhannes Imastasser arbeitete auch an der Standardisierung des armenischen Gebetbuches und des Psalters mit.

### Mathematisches und naturwissenschaftliches Wirken
Sein Werk in Mathematik ist in der Schrift Haghaks Ankiunavor Tvots (Über Polygonale Zahlen) enthalten. Dieses Werk zeigt ein profundes Wissen aller wichtigen antiken und mittelalterlichen Mathematiker, unter anderem Pythagoras, Euklid und Aristoteles. Imastasser übersetzte die Werke von Philon von Alexandria, Dionysius Areopagita, Gregor von Nyssa, Porphyrios, sowie Aristoteles und Euklid.
1084 wurde Imastasser in das Projekt einbezogen, den sogenannten Minor Armenian Calendar zu berechnen. Dieser Kalender umfasste 365 Tage sowie einen zusätzlichen Tag. Diese Arbeit über Kalender führte zur Erfindung eines immerwährenden Kalenders.
Eine der wichtigsten Zitationen von Jowhannes Imastasser beschreibt sein Verständnis der Rolle der empirischen Methode in der Wissenschaft. 150 Jahre vor Roger Bacon formulierte Imastasser: „Ohne Experimente kann keine Meinung als beweisbar oder annehmbar betrachtet werden; nur ein Experiment erzielt Bestätigung und Sicherheit.“

## Neuzeitliche Rezeption
Während Jowhannes Imastasser als Meister der armenischen Literatur allgemein anerkannt war, wurden seine Werke erst im 19. Jahrhundert einer breiteren Öffentlichkeit zugänglich, als sie von Abt Ghevont Alischan (Հայր Ղևոնդ Ալիշան, 1820–1901), einem Mitglied der Mechitaristen, in Venedig veröffentlicht wurden. Alishan gehörte der armenisch-katholischen Kirche an. Imastassers innovativer Zugang zu Literatur, nach dem er oft als eine Schlüsselfigur der Armenischen Literarischen Renaissance bezeichnet wird, lässt sich gut an seinem Gedicht Ban Imastutian (Auslegung über Weisheit) deutlich machen. In dem Gedicht, das als Dialog zwischen dem Autor und einer Amsel gestaltet ist, symbolisiert der Vogel die Natur, die als Hauptinspiration der Kunst verstanden wird. In Imastassers Zeit wurde im Gegensatz dazu die künstlerische Inspiration gewöhnlich mit göttlicher Eingebung begründet.